# A'DAM Toren
De A’DAM Toren (Amsterdam Dance and Music) is een toren van honderd meter hoog aan de IJ-oever in Amsterdam-Noord. De toren werd oorspronkelijk in 1966 als Toren Overhoeks ontworpen door de Nederlandse architect Arthur Staal voor Koninklijke Shell. De toren stond daarom ook jarenlang bekend als Shell-toren. 
Na een uitgebreide renovatie van twee jaar werd het gebouw in 2016 heropend onder de naam A’DAM Toren. In de toren bevinden zich sindsdien kantoren, restaurants, een hotel, een nachtclub, en het  uitkijkpunt A’DAM Lookout. De toren trekt zowel lokale bezoekers als internationale toeristen.

## Geschiedenis

### Shell
Rond 1965 besloot de directie van Shell aan de IJ-oever een nieuw gebouw te laten bouwen voor de directie en de algemene diensten van het Koninklijk Shell Laboratorium Amsterdam. Arthur Staal werd gekozen als architect. Omdat het terrein maar klein was zou het nieuwe gebouw een toren moeten worden. De toren werd Overhoeks genoemd en ontleent zijn naam aan het feit dat de toren diagonaal, dus overhoeks, geplaatst is ten opzichte van de onderbouw. Dit werd nog eens versterkt door het eveneens diagonaal geplaatste dakornament.
In maart 1966 werd begonnen met het heien van een fundering op de tweede zandlaag onder Amsterdam. Het voor de funderingsvloer gebruikte beton bleek van slechte kwaliteit en in juli 1967 werd de vloer opgeblazen met dynamiet. Vervolgens werd een nieuwe vloer gestort die eind 1967 klaar was. In 1971 werd de toren opgeleverd. Een tegenhanger in de vorm van een kantine volgde in 1975.
In 2003 werd het Shell-terrein aangekocht door de gemeente Amsterdam. De woonwijk, die op het voormalige Shell-terrein werd ontwikkeld, werd naar deze toren Overhoeks genoemd.
In 2009 heeft Shell de kantoortoren verlaten. Deze was daarna in gebruik als tijdelijk bedrijfsverzamelgebouw. In de voormalige bedrijfskantine naast de toren is in 2013 een groot restaurant geopend, in samenhang met de ontwikkeling van de naastgelegen Tolhuistuin, die tot 2009 niet toegankelijk was voor publiek.

### A'DAM Toren
In januari 2014 werd aangekondigd dat de toren onder leiding van een consortium van ondernemers, bestaande uit Sander Groet (Air), Duncan Stutterheim (ID&T), Hans Brouwer (MassiveMusic), en vastgoedontwikkelaar Claus Blokzijl, een transformatie zou ondergaan naar een multifunctioneel gebouw. Het herontwerp, gerealiseerd door Claus en Kaan Architecten in samenwerking met OeverZaaijer, combineert nu kantoren, uitgaansgelegenheden, een ronddraaiend restaurant en een observatiepunt.
De renovatie van de toren, die in 2016 werd voltooid, omvatte de vervanging van de kenmerkende gevel met goud-opgedampte beglazing. Met de plaatsing van de mast reikt de toren nu tot een hoogte van ongeveer 100 meter. De vernieuwde A’DAM Toren werd op 14 mei 2016 feestelijk heropend.
Bovenop de toren bevindt zich het A’DAM Lookout, een observatiedek met een panoramisch uitzicht over de stad. Dit platform is tevens uitgerust met schommels die bezoekers over de rand van de toren laten schommelen, de hoogste in Europa. De toren herbergt daarnaast diverse kantoren van toonaangevende bedrijven in de muziekindustrie, zoals MassiveMusic en Gibson, evenals restaurants, bars, en de populaire nachtclub Shelter, gelegen in de kelder van de toren.
In november 2020 won de A’DAM Toren de prestigieuze Rabo Vastgoedprijs voor de succesvolle herontwikkeling en de bijdrage aan de vernieuwing van de omgeving van Amsterdam-Noord.

## Fotogalerij
Vroeger

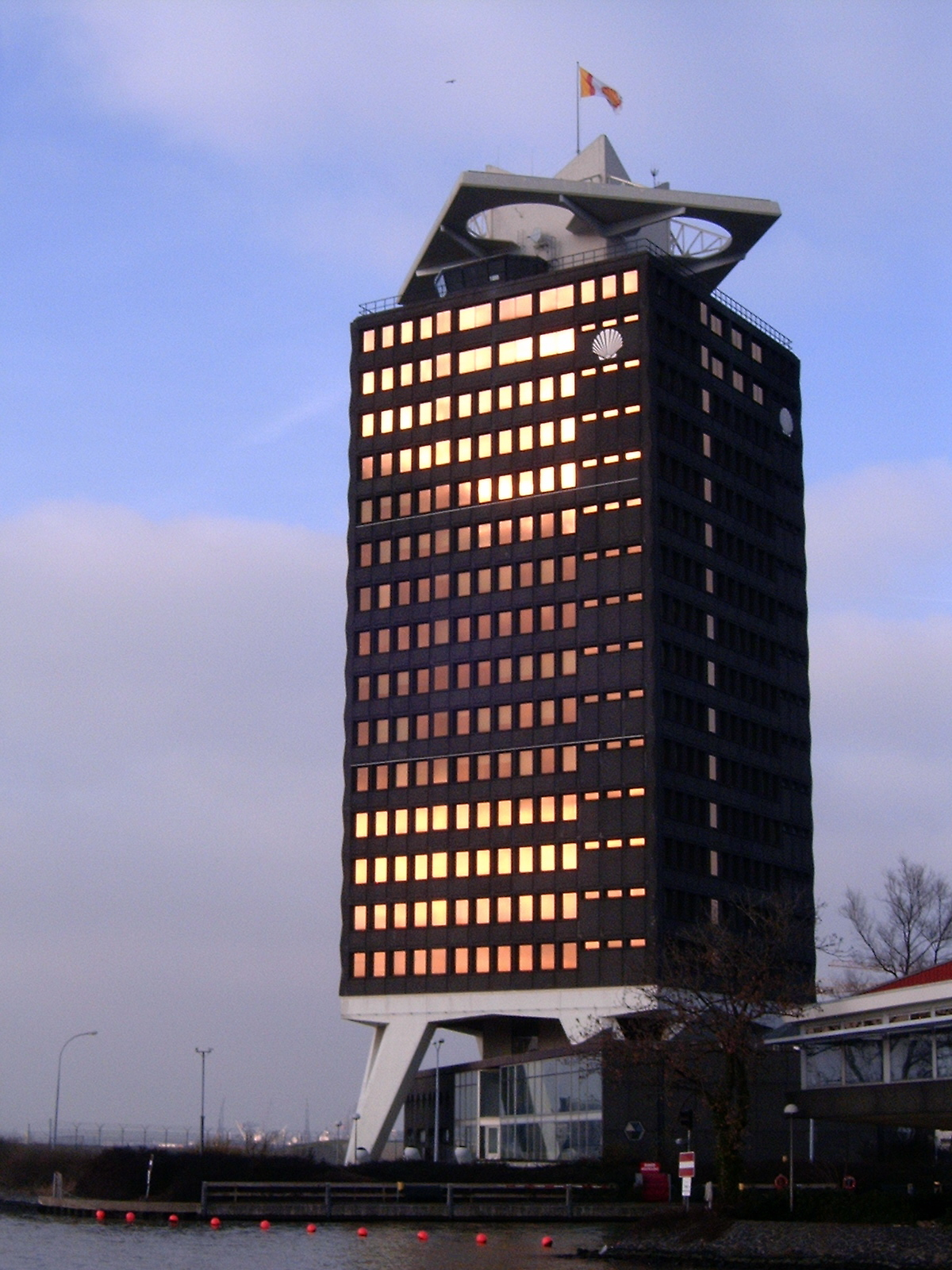
Toren Overhoeks toen deze nog eigendom van Shell was
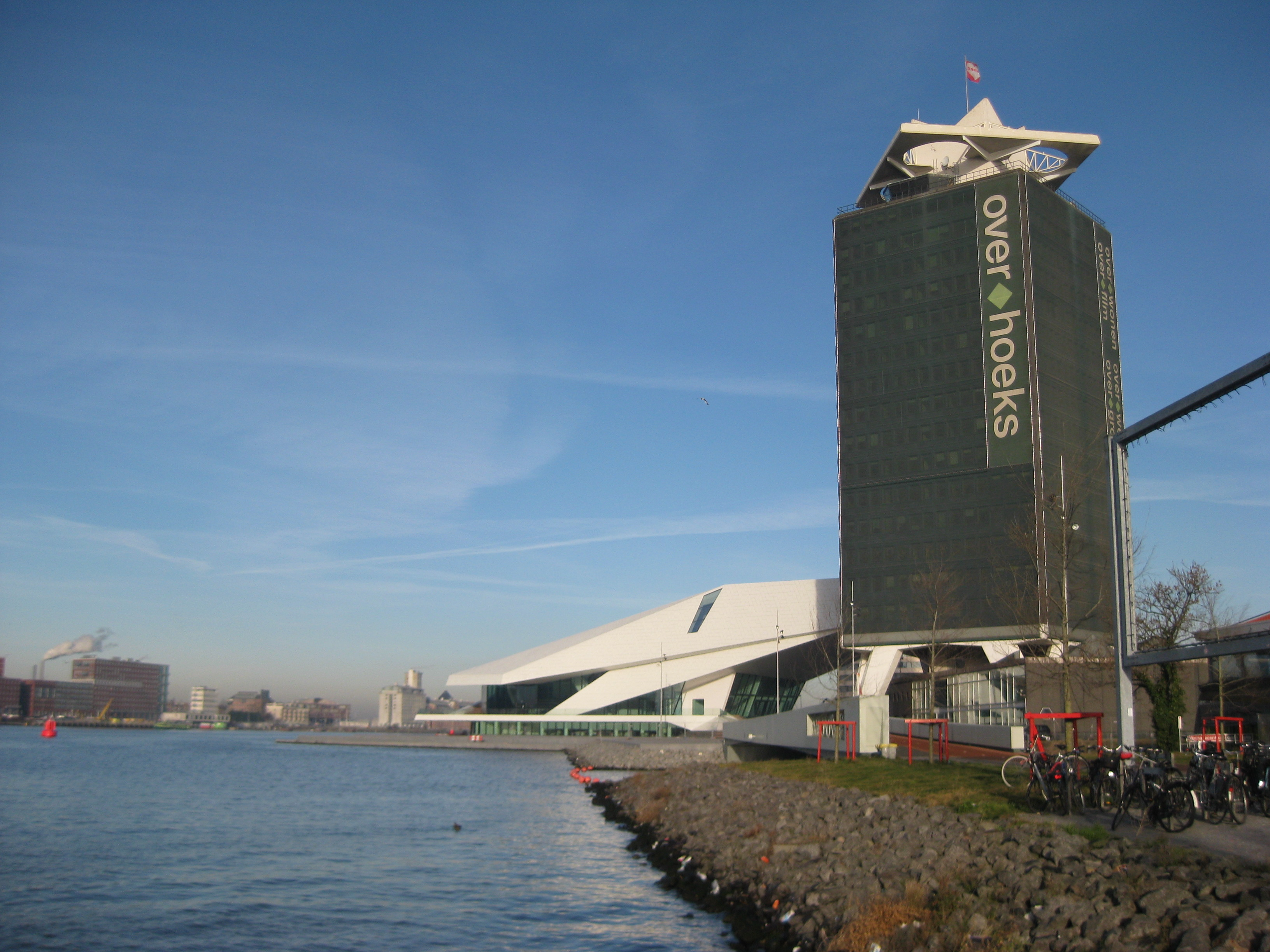
Toren Overhoeks anno 2012, met op de achtergrond het EYE Filmmuseum

Tijdens de renovatie

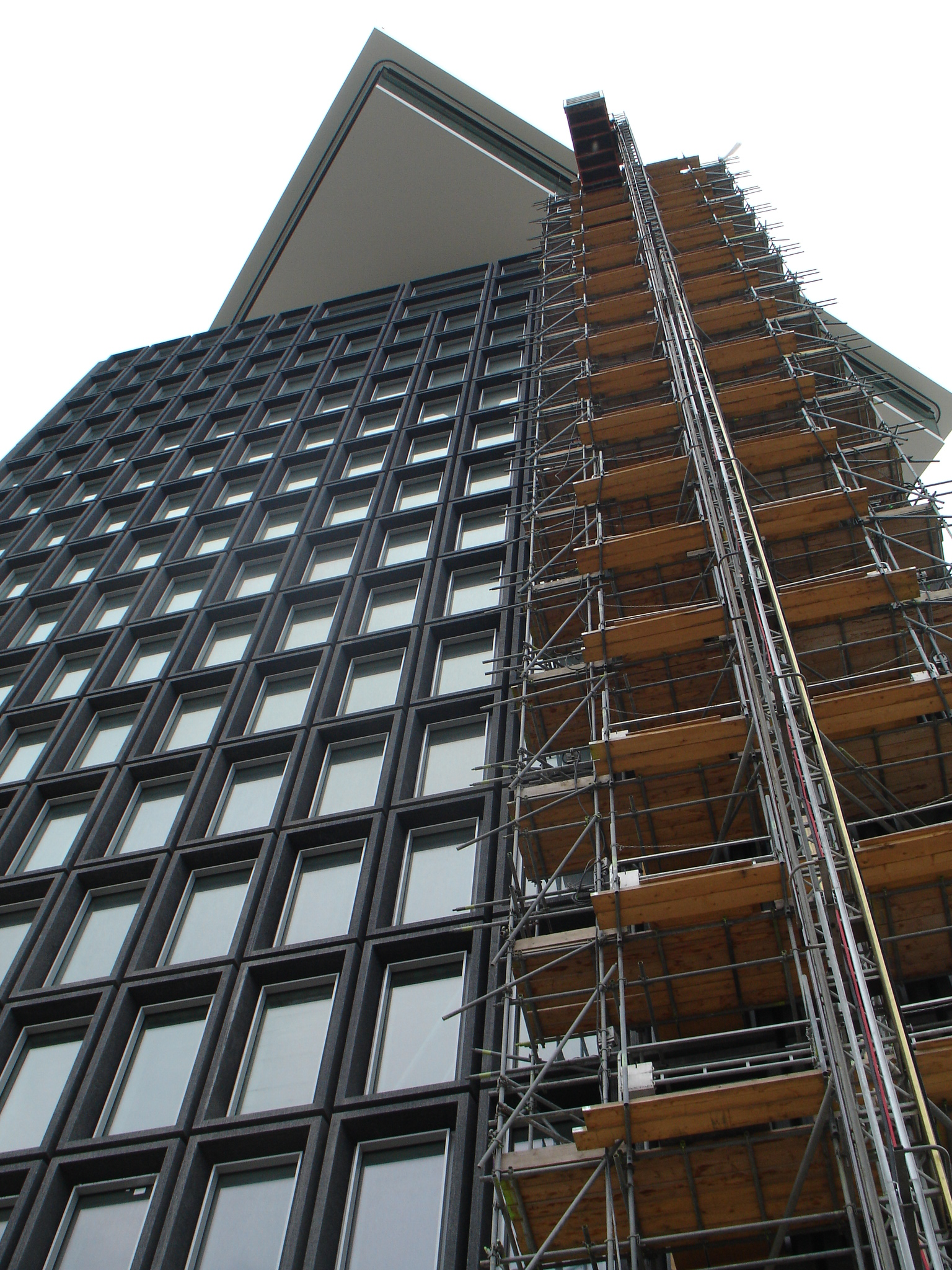
Werklift
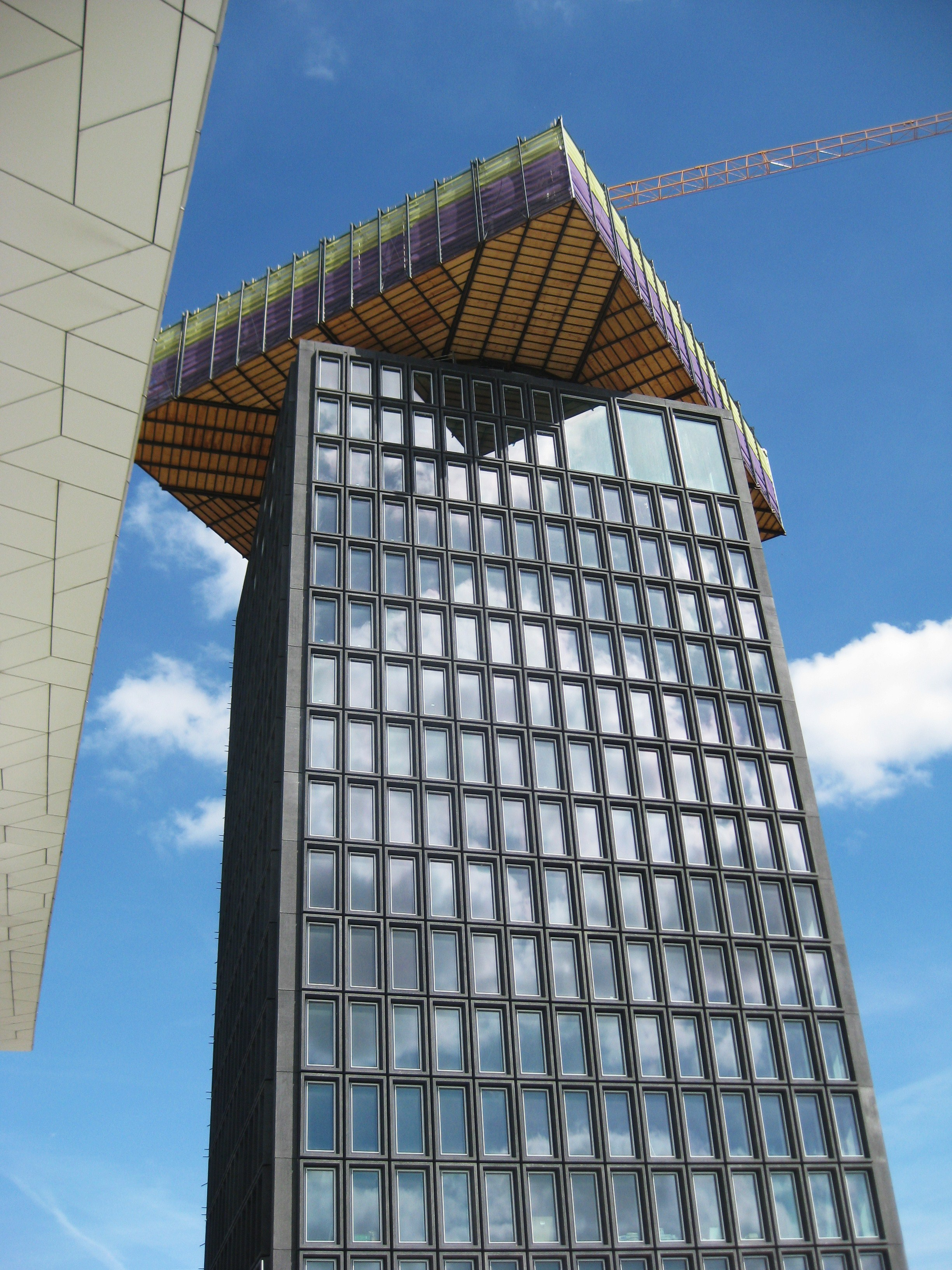
De toren in 2015
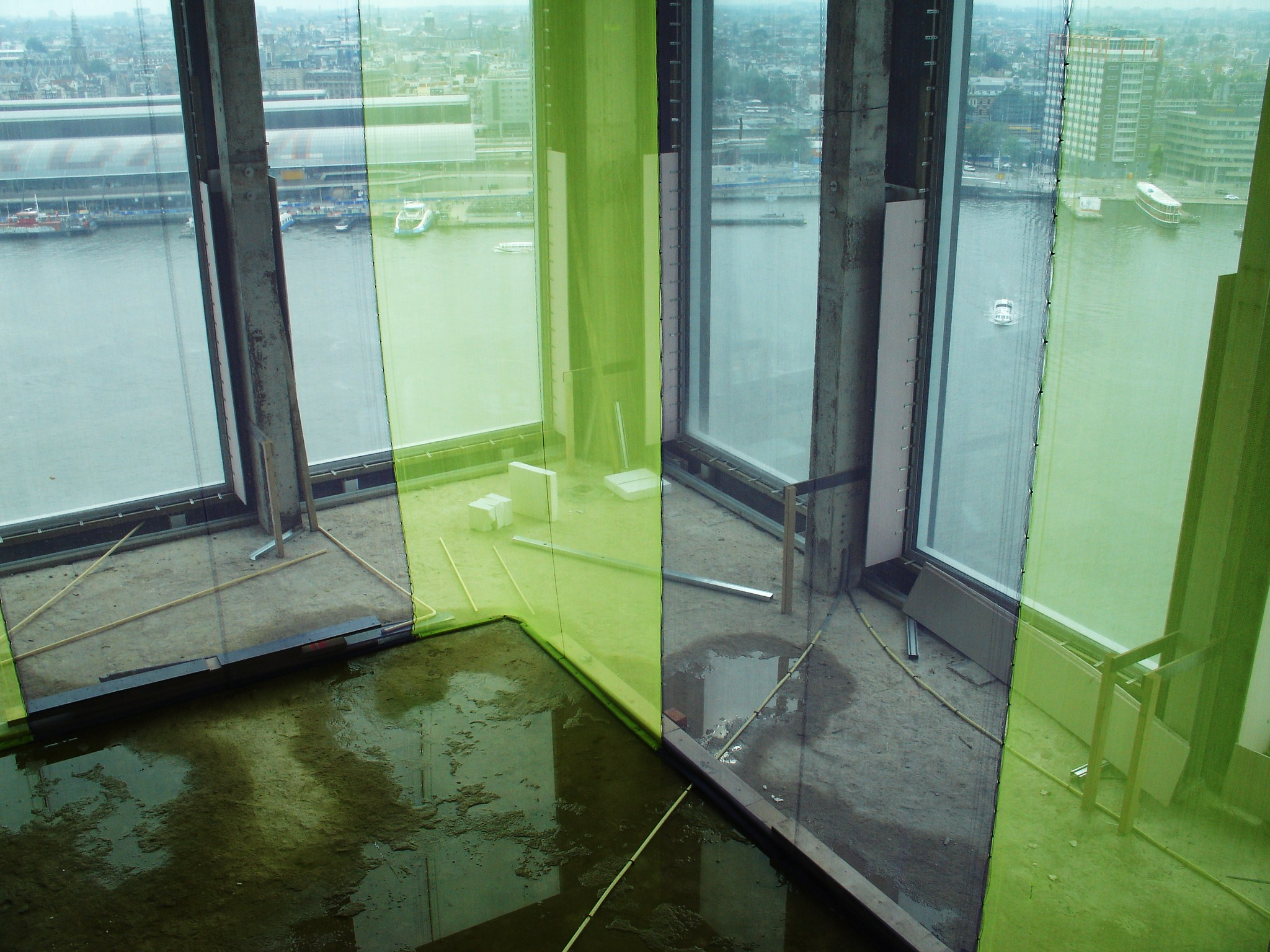
In aanbouw
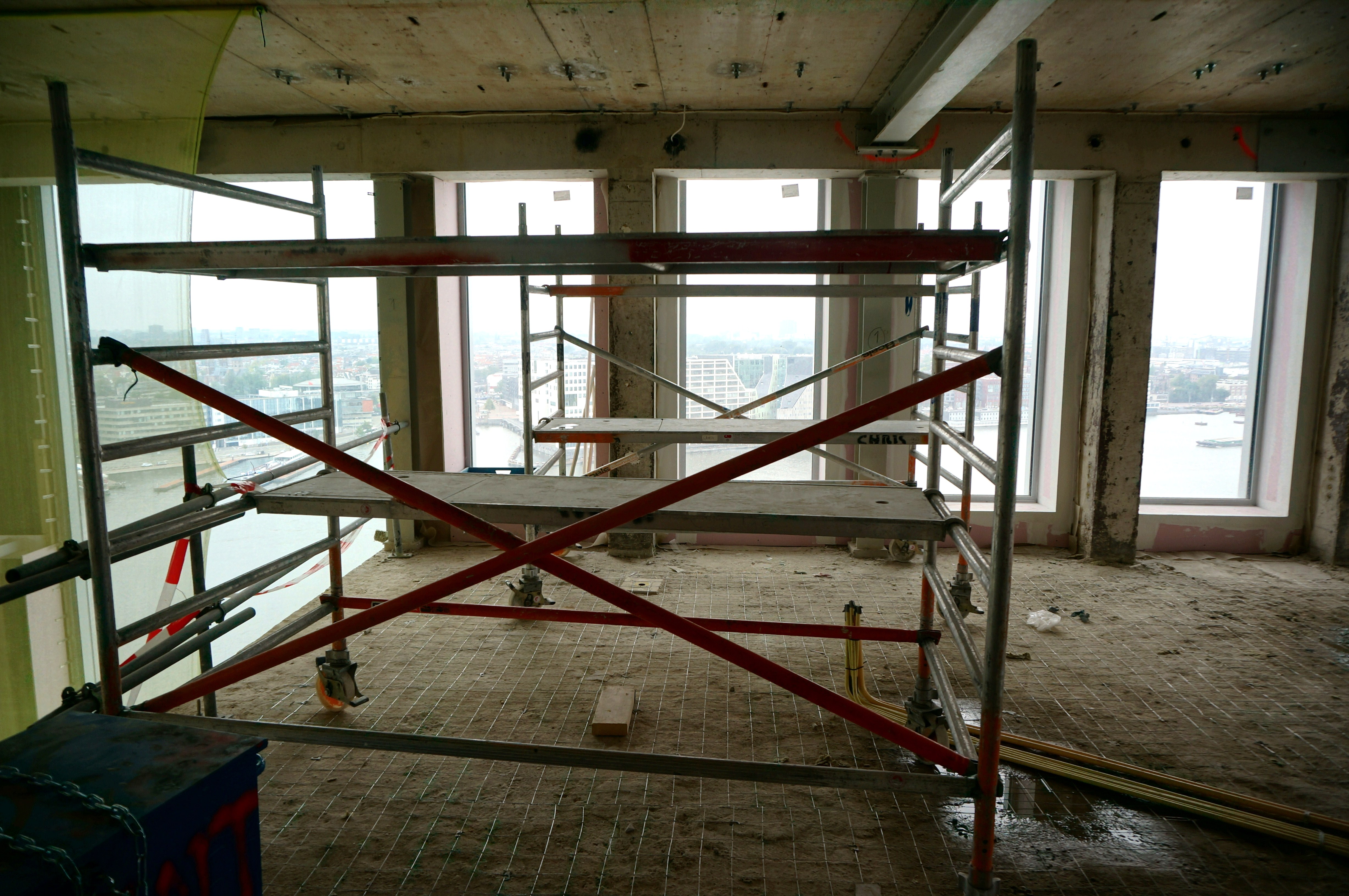
Renovatie
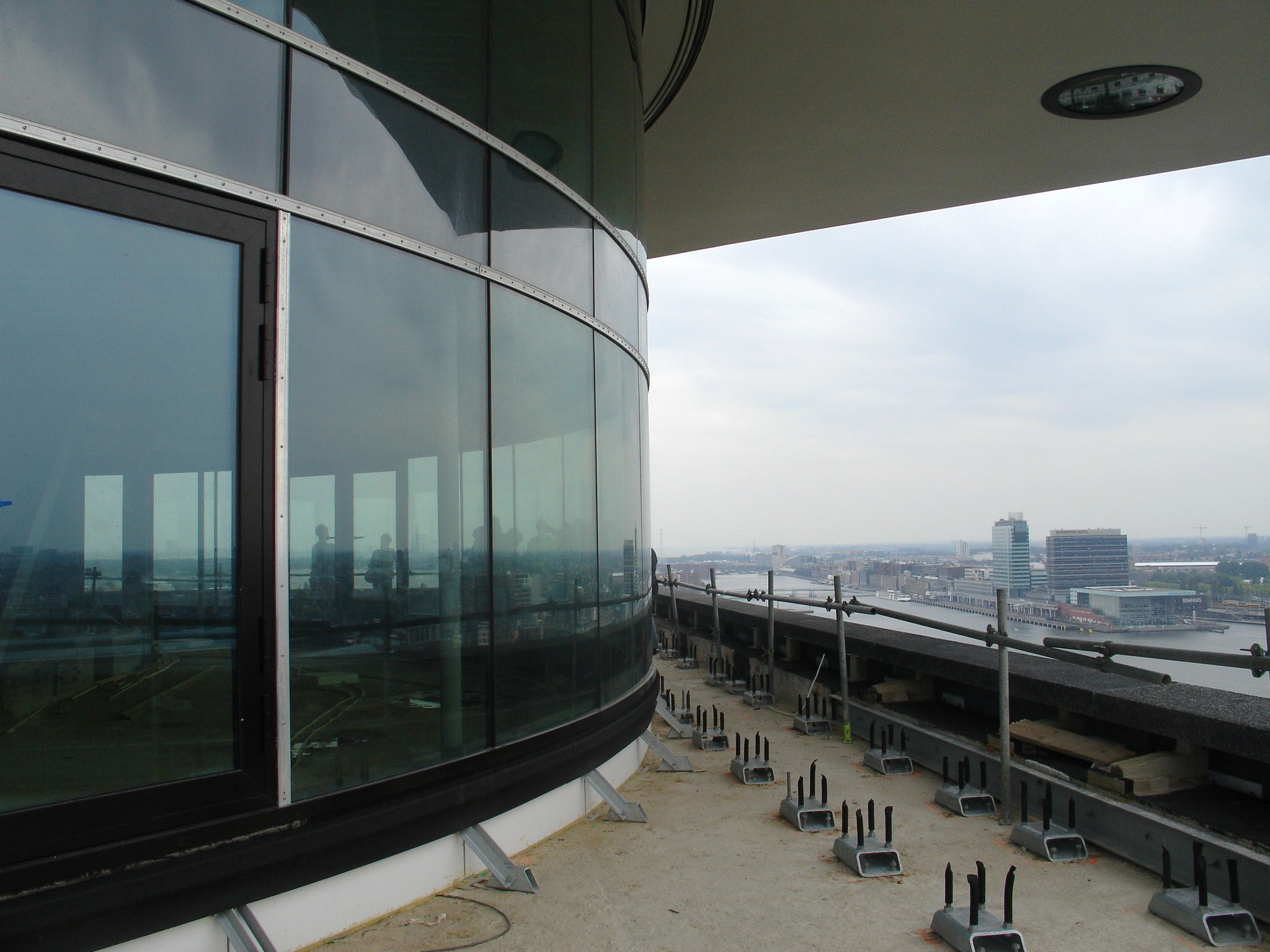
Renovatie

De nieuwe toren

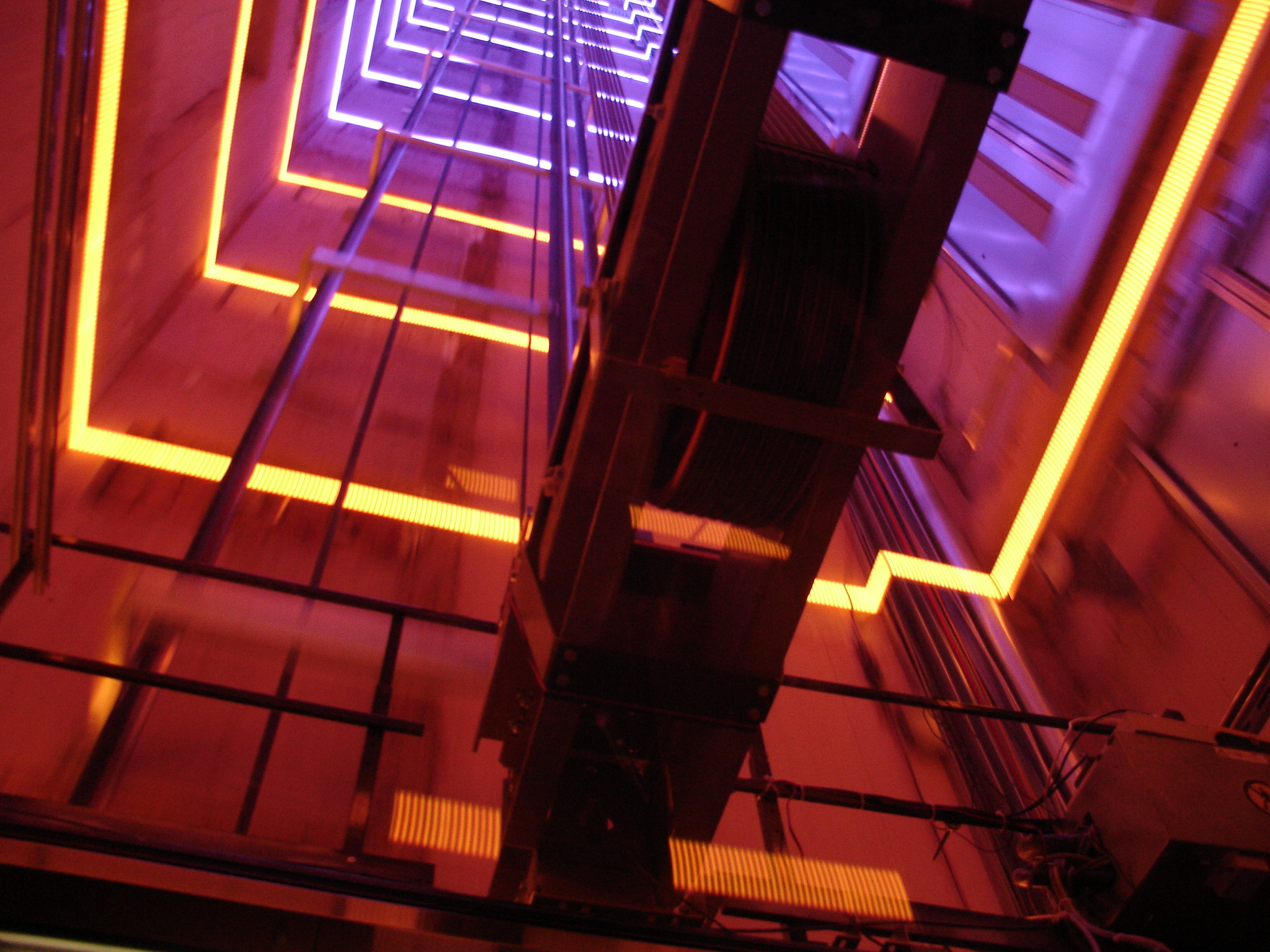
De lift
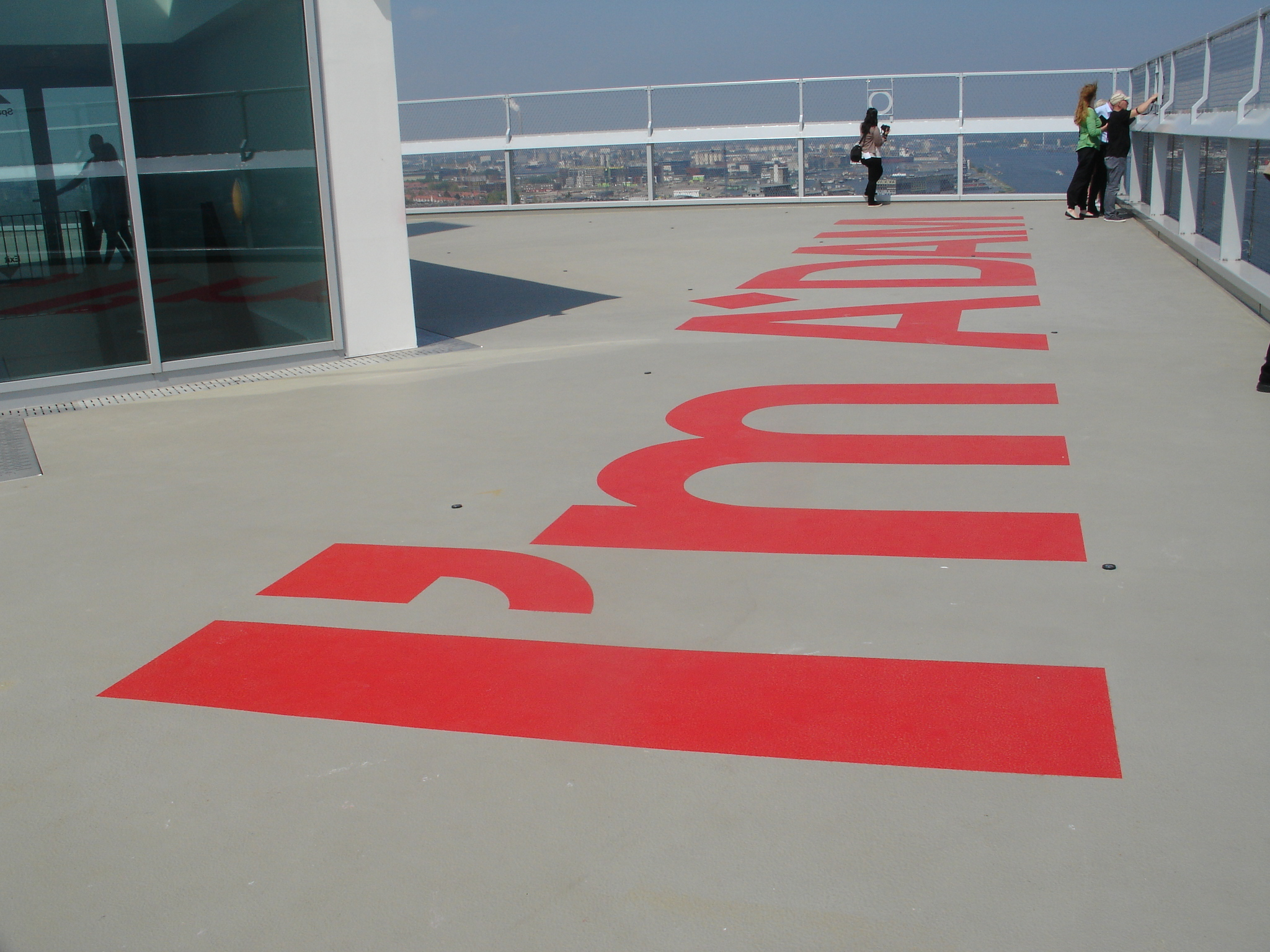
Op het dak
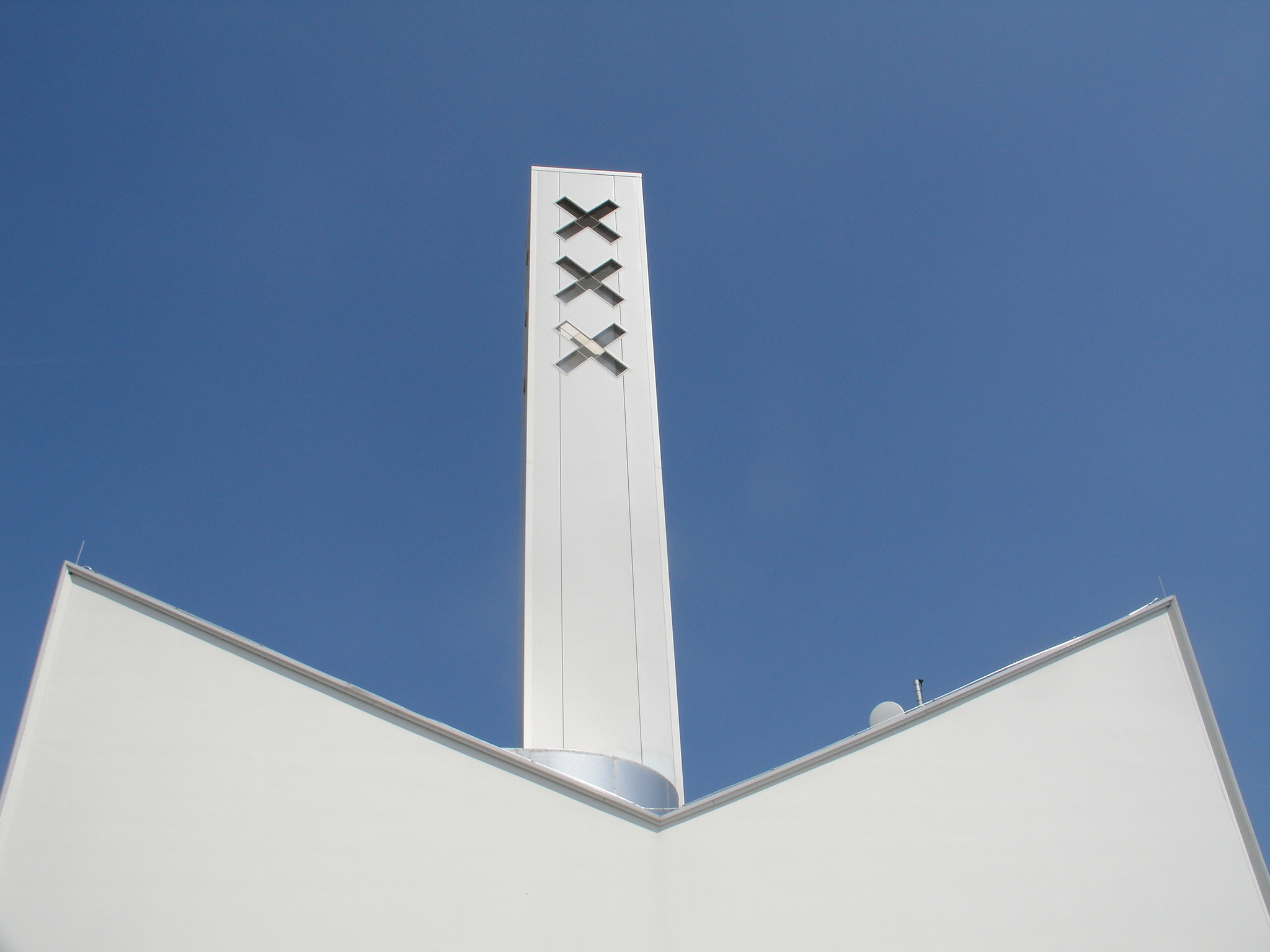
De mast
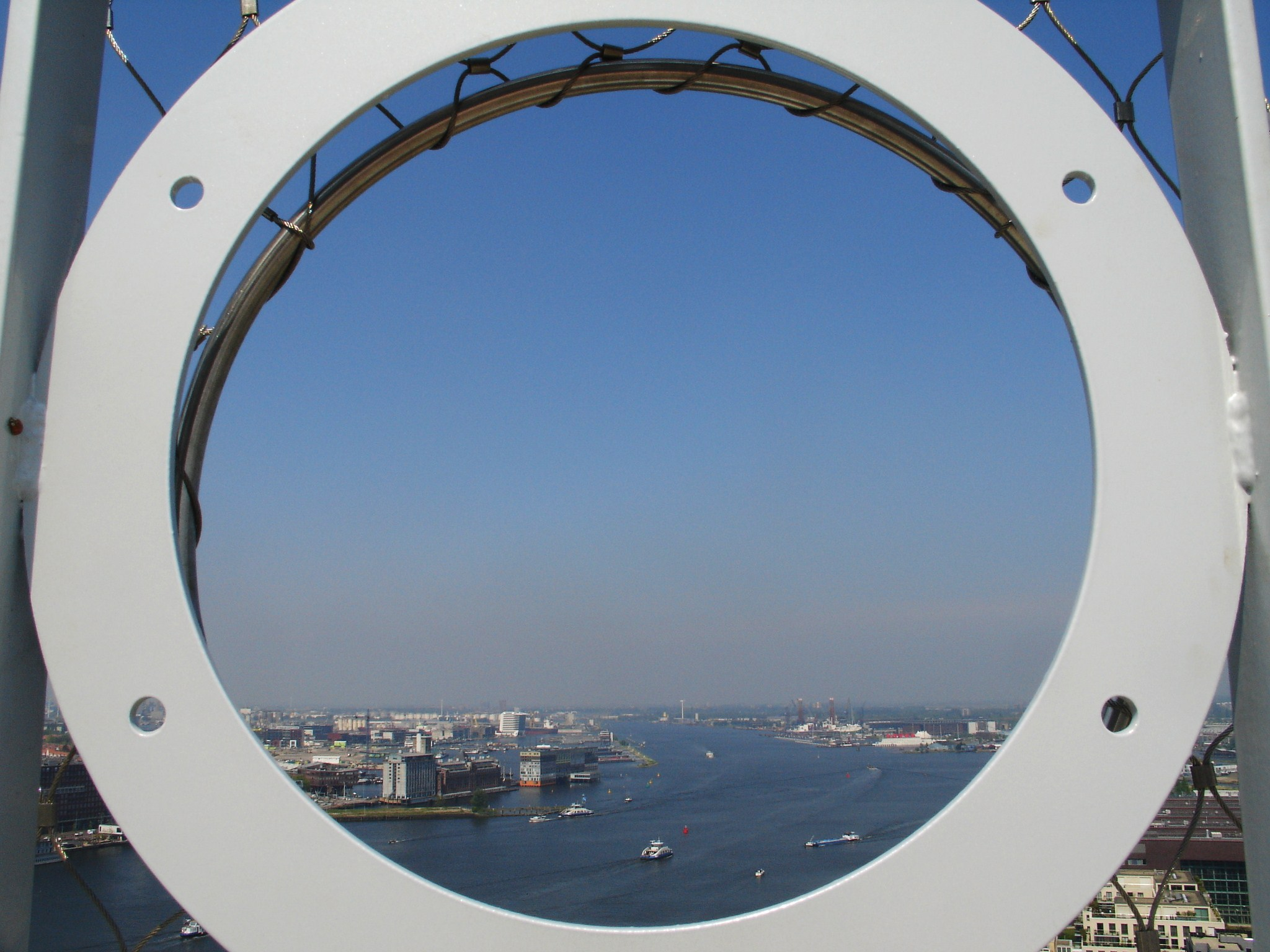
Het uitzicht
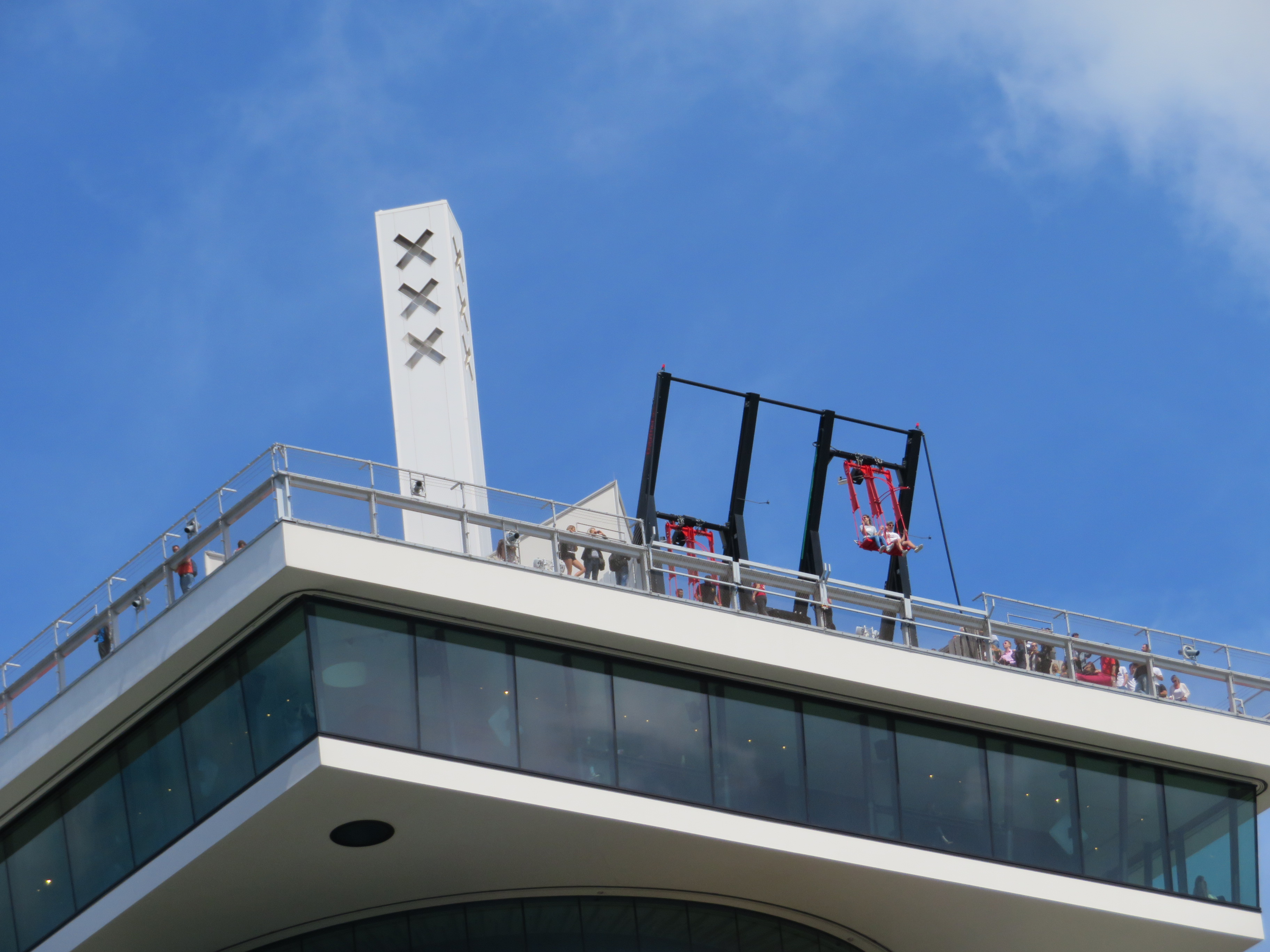
De schommel
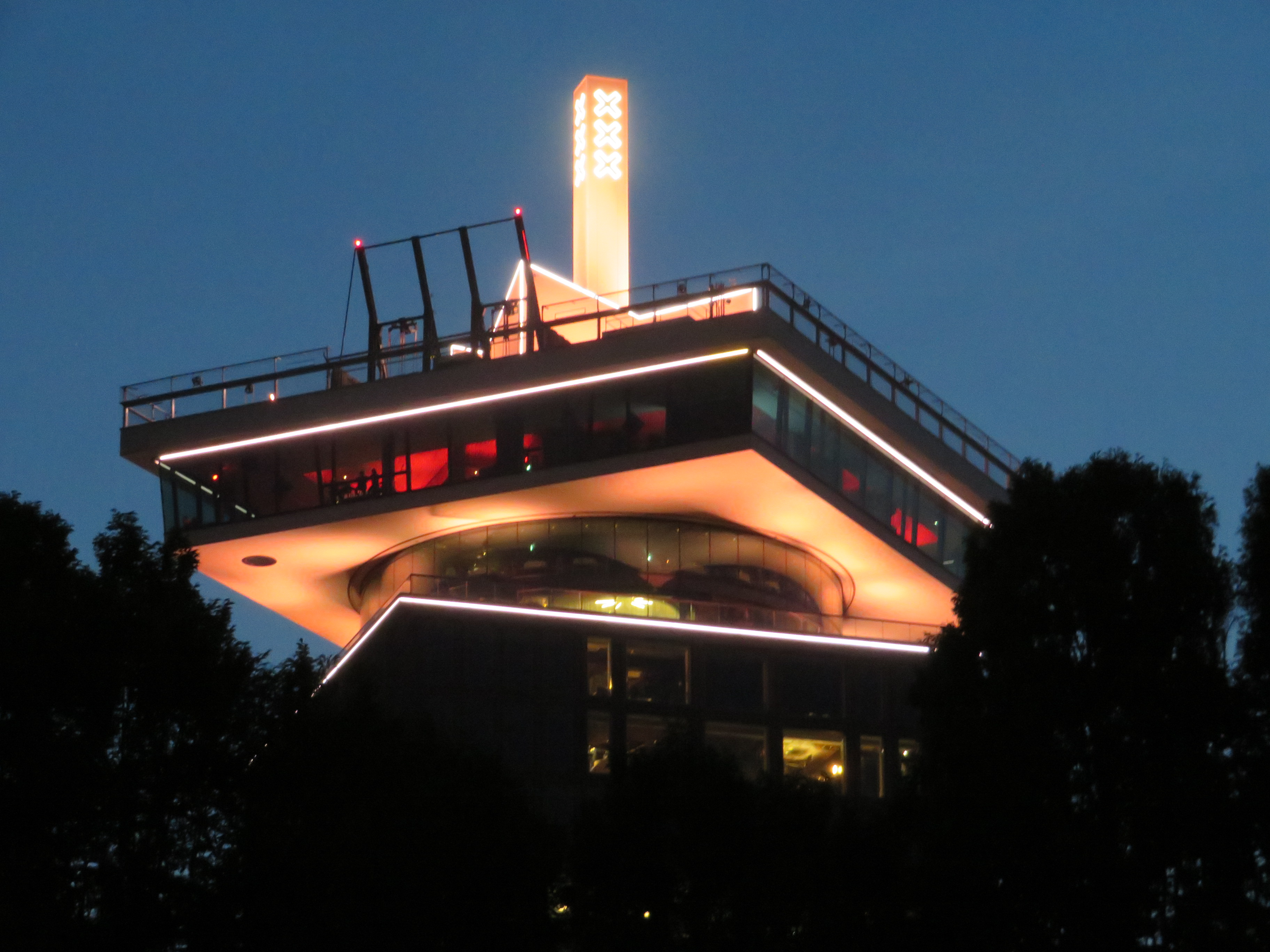
's Avonds